# Grande Prêmio do Brasil de 2000
Resultados do Grande Prêmio do Brasil (formalmente XXIX Grande Prêmio Marlboro do Brasil) realizado em Interlagos em 26 de março de 2000. Segunda etapa da temporada, teve como vencedor o alemão Michael Schumacher, da Ferrari.

## Resumo

### Treinos Livres
Foram realizadas quatro sessões de treino antes da corrida no domingo - duas na sexta feira de manhã e de tarde e mais duas no sábado também de manhã e de tarde. As duas primeiras tiveram uma hora de duração, enquanto as duas últimas tiveram 45 minutos de duração. O clima foi quente e limpo para as sessões de sexta-feira. Barrichello fez pequenas modificações no acerto aerodinâmico de seu carro antes da primeira sessão, e foi o mais rápido nela com uma volta de 1:17.631, sendo dois décimos de segundo mais rápido que Mika Hӓkkinen em segundo. Coulhtard, Michael Schumacher, Villeneuve, Jean Alesi da Prost, Fisichella, Heinz-Harald Frentzen da Jordan, Mika Salo da Sauber e Jos Verstappen da Arrows fecharam o Top 10. Durante a sessão, Jean Alesi rodou três vezes, sendo que ele perdeu a asa dianteira na terceira rodada. A sessão de Michael Schumacher foi encerrada precocemente depois de dezoito voltas devido a um vazamento na junta do eixo de transmissão, enquanto Zonta foi restringido a apenas quatro voltas cronometradas depois de um acúmulo de detrito superaquecer seu motor.
Faltando três minutos para o fim Segunda sessão de sexta-feira, Häkkinen bateu o tempo de sua Pole Position em 1999 por seis décimos e fez a melhor volta do dia de 1:15.896. Michael Schumacher ficou com o segundo melhor tempo, seguido de Coulthard em terceiro, Barrichello em quarto, Pedro de la Rosa em quinto pela Arrows e Alesi em sexto. Verstappen, Jarno Trulli da Jordan, Villeneuve e Fisichella completaram o Top 10 da sessão. Um problema nos freios e no equilíbrio do carro fez Ralf Schumacher escapar da pista duas vezes durante a sessão. Alexander Wurz rodou e enfiou sua Benetton na brita na Curva do Mergulho. Coulthard ficou boa parte da sessão na garagem enquanto a McLaren trocava sua asa dianteira depois de ele ter passeado na grama na metade da sessão. Verstappen tentou um novo composoto de pneu que afetou o acerto de seu carro e o levou à brita ao fim da sessão.
O tempo continuou quente e seco para as sessões do sábado. As equipes testaram diferentes acertos de altura em ambos os carros, o que gerou diferenças notáveis na performance durante a sessão, e também selecionaram os compostos de pneus que usariam pelo resto das atividades do fim de semana. Coulthard liderou a Terceira Sessão, com uma volta de 1:15.035, seguido de seu companheiro Häkkinen em segundo, as Ferraris de Schumacher e Rubinho em terceiro e quarto, Frentzen em quinto e Fisichella em sexto, com Trulli, Irivne, Marc Gené da Minardi e Alesi completaram o Top 10 da sessão. Durante a sessão um problema no motor do carro de Schumacher fez a equipe ter de ficar uma hora e dez minutos trocando a peça. Um vazamento de óleo na Minardi de Gastón Mazzacane restringiu o argentino à apenas cinco voltas cronometradas, e impediu sua participação na última sessão de treinos do fim de semana.
Häkkinen liderou a quarta sessão com o tempo de 1:14.159, feito em sua última volta com um jogo novo de pneus, com seu companheiro Coulthard ficando apenas em terceiro. Barrichello na Ferrari número 4 separou a dupla na McLaren, com a outra Ferrari de Schumacher ficando atrás em quarto. Trulli ficou em quinto, com seu compatriota Fisichella atrás em sexto, seguidos de Villeneuve, Verstappen, Ralf Schumacher e Frentzen da Jordan fecharam o Top 10 da última sessão de treinos antes da Qualificação. Barrichello rodou duas vezes enquanto testava uma nova asa traseira, enquanto Frentzen e seu companheiro Trulli ambos rodaram e caíram na brita, sustentando leves danos á carroceria de seus carros. Zonta perdeu tempo na pista devido a uma falha no alterador do câmbio e ainda caiu na brita. O motor de Button teve uma falha, e derramou na pista entre a Laranjinha e o Bico de Pato. A asa traseira do carro de Salo falhou na Reta de Chegada/Largada; ele rodou enquanto freava para a entrada do S do Senna e bateu no muro, felizmente saindo ileso.

### Qualificação
A sessão qualificatória do sábado teve uma hora de duração, na qual os pilotos foram limitados a darem apenas 12 voltas cronometradas pela pista, com  a ordem do grid de largada sendo decidida com base no melhor tempo de cada piloto. Durante a sessão, a Regra dos 107% estará em vigor, requisitando a um piloto que seu melhor tempo esteja dentro da Nota de Corte de 107% em relação ao tempo da Pole Position para que ele possa qualificar para o grid de largada. Caiu chuva forte faltando meia hora para o fim da sessão e a pista molhada resultante disto impediu melhorassem seus melhores tempos. A sessão foi interrompida três vezes depois de o vento forte fazer uma placa de anúncio de 1.8 metros, junto de cabos de náilon acima da reta de chegada/largada, saírem voando pela pista.Häkkinen foi o mais rápido nos primeiros quinze minutos antes da chuva cair e, com uma volta de 1:14.111, cravar sua segunda Pole Position consecutiva, sua terceira em Interlagos e a vigésima terceira de sua carreira. Coulthard na outra McLaren largou junto do finlandês na Primeira Fila, seguidos das Ferraris de Michael Schumacher e Rubens Barrichello em terceiro e quarto na Segunda Fila, e Fisichella em quinto e Irvine em sexto na Terceira Fila. Pedro Diniz, Zonta, Button e Villeneuve na BAR número 22 completaram o Top 10 do Grid de Largada.

### Resultado da Qualificação
| Pos. | Nº | Piloto                | Construtor         | Tempo    | Diferença |
| ---- | -- | --------------------- | ------------------ | -------- | --------- |
| 1    | 1  | Mika Häkkinen         | McLaren-Mercedes   | 1:14.111 | —         |
| 2    | 2  | David Coulthard       | McLaren-Mercedes   | 1:14.285 | +0.174    |
| 3    | 3  | Michael Schumacher    | Ferrari            | 1:14.508 | +0.397    |
| 4    | 4  | Rubens Barrichello    | Ferrari            | 1:14.636 | +0.525    |
| 5    | 11 | Giancarlo Fisichella  | Benetton-Playlife  | 1:15.375 | +1.264    |
| 6    | 7  | Eddie Irvine          | Jaguar-Cosworth    | 1:15.425 | +1.314    |
| 7    | 5  | Heinz-Harald Frentzen | Jordan-Mugen-Honda | 1:15.455 | +1.344    |
| 8    | 23 | Ricardo Zonta         | BAR-Honda          | 1:15.484 | +1.373    |
| 9    | 10 | Jenson Button         | Williams-BMW       | 1:15.490 | +1.379    |
| 10   | 22 | Jacques Villeneuve    | BAR-Honda          | 1:15.515 | +1.404    |
| 11   | 9  | Ralf Schumacher       | Williams-BMW       | 1:15.561 | +1.450    |
| 12   | 6  | Jarno Trulli          | Jordan-Mugen-Honda | 1:15.627 | +1.516    |
| 13   | 12 | Alexander Wurz        | Benetton-Playlife  | 1:15.664 | +1.553    |
| 14   | 19 | Jos Verstappen        | Arrows-Supertec    | 1:15.704 | +1.593    |
| 15   | 14 | Jean Alesi            | Prost-Peugeot      | 1:15.715 | +1.604    |
| 16   | 18 | Pedro de la Rosa      | Arrows-Supertec    | 1:16.002 | +1.891    |
| 17   | 8  | Johnny Herbert        | Jaguar-Cosworth    | 1:16.250 | +2.139    |
| 18   | 20 | Marc Gené             | Minardi-Fondmetal  | 1:16.380 | +2.269    |
| 19   | 15 | Nick Heidfeld         | Prost-Peugeot      | 1:17.112 | +3.001    |
| 20*  | 16 | Pedro Paulo Diniz     | Sauber-Petronas    | 1:17.178 | +3.067    |
| 21   | 21 | Gastón Mazzacane      | Minardi-Fondmetal  | 1:17.512 | +3.401    |
| 22*  | 17 | Mika Salo             | Sauber-Petronas    | 1:18.703 | +4.592    |

Fonte:
- *Peter Sauber suspendeu a participação de sua equipe na corrida sob alegação de "problemas estruturais e risco à segurança dos pilotos".

### Corrida
Os carros da Sauber não participaram da prova. Quatro asas traseiras sofreram avarias nos treinos, levando o direto Peter Sauber a suspender a participação do time suíço sob alegação de "problemas estruturais e risco à segurança dos pilotos".
David Coulthard terminou em 2º lugar, mas foi desclassificado por irregularidades na asa dianteira de sua McLaren. Na vistoria técnica, a altura do aerofólio dianteiro da McLaren #2 estava 7mm mais baixa que o permitido. A escuderia recorreu na Corte de Apelações em Paris pela devolução dos pontos da etapa brasileira, mas a entidade não aceitou o pedido do time de Woking e manteve a desclassificação do carro do piloto escocês.
Com o sexto lugar obtido, Jenson Button fez seu primeiro ponto na Fórmula 1. Aos 20 anos, foi até 2007 o piloto mais jovem a pontuar na categoria, quando Sebastian Vettel superou o recorde do inglês ao chegar em oitavo no GP dos Estados Unidos aos 19 anos de idade.

### Classificação da prova
| Pos.   | Nº | Piloto                | Construtor         | Voltas | Tempo/Diferença         | Grid | Pontos |
| ------ | -- | --------------------- | ------------------ | ------ | ----------------------- | ---- | ------ |
| 1      | 3  | Michael Schumacher    | Ferrari            | 71     | 1:31:35.271             | 3    | 10     |
| DSQ    | 2  | David Coulthard       | McLaren-Mercedes   | 71     | Asa dianteira irregular | 2    |        |
| 2      | 11 | Giancarlo Fisichella  | Benetton-Playlife  | 71     | + 39.898                | 5    | 6      |
| 3      | 5  | Heinz-Harald Frentzen | Jordan-Mugen-Honda | 71     | + 42.268                | 7    | 4      |
| 4      | 6  | Jarno Trulli          | Jordan-Mugen-Honda | 71     | + 1:12.780              | 12   | 3      |
| 5      | 9  | Ralf Schumacher       | Williams-BMW       | 70     | + 1 volta               | 11   | 2      |
| 6      | 10 | Jenson Button         | Williams-BMW       | 70     | + 1 volta               | 9    | 1      |
| 7      | 19 | Jos Verstappen        | Arrows-Supertec    | 70     | + 1 volta               | 14   |        |
| 8      | 18 | Pedro de La Rosa      | Arrows-Supertec    | 70     | + 1 volta               | 16   |        |
| 9      | 23 | Ricardo Zonta         | BAR-Honda          | 69     | + 2 voltas              | 8    |        |
| 10     | 21 | Gastón Mazzacane      | Minardi-Fondmetal  | 69     | + 2 voltas              | 20   |        |
| Ret    | 8  | Johnny Herbert        | Jaguar-Cosworth    | 51     | Câmbio                  | 17   |        |
| Ret    | 20 | Marc Gené             | Minardi-Fondmetal  | 31     | Motor                   | 18   |        |
| Ret    | 1  | Mika Häkkinen         | McLaren-Mercedes   | 30     | Pressão do óleo         | 1    |        |
| Ret    | 4  | Rubens Barrichello    | Ferrari            | 27     | Pane hidráulica         | 4    |        |
| Ret    | 7  | Eddie Irvine          | Jaguar-Cosworth    | 20     | Spun off                | 6    |        |
| Ret    | 22 | Jacques Villeneuve    | BAR-Honda          | 16     | Câmbio                  | 10   |        |
| Ret    | 14 | Jean Alesi            | Prost-Peugeot      | 11     | Pane elétrica           | 15   |        |
| Ret    | 15 | Nick Heidfeld         | Prost-Peugeot      | 9      | Motor                   | 19   |        |
| Ret    | 12 | Alexander Wurz        | Benetton-Playlife  | 6      | Motor                   | 13   |        |
| NL     | 16 | Pedro Paulo Diniz     | Sauber-Petronas    | 0      | Razões de segurança     | 0    |        |
| NL     | 17 | Mika Salo             | Sauber-Petronas    | 0      | Razões de segurança     | 0    |        |
| Fonte: |    |                       |                    |        |                         |      |        |

## Tabela do campeonato após a corrida
| Pos. | Piloto                | Pontos |
| ---- | --------------------- | ------ |
| 1    | Michael Schumacher    | 20     |
| 2    | Giancarlo Fisichella  | 8      |
| 3    | Rubens Barrichello    | 6      |
| 4    | Ralf Schumacher       | 6      |
| 5    | Heinz-Harald Frentzen | 4      |

| Pos. | Construtor         | Pontos |
| ---- | ------------------ | ------ |
| 1    | Ferrari            | 26     |
| 2    | Benetton-Playlife  | 8      |
| 3    | Jordan-Mugen/Honda | 7      |
| 4    | Williams-BMW       | 7      |
| 5    | BAR-Honda          | 4      |

- Nota: Somente as primeiras cinco posições estão listadas.